# Corades callipolis
Corades callipolis är en fjärilsart som beskrevs av Otto Staudinger 1888. Corades callipolis ingår i släktet Corades och familjen praktfjärilar. Inga underarter finns listade i Catalogue of Life.